# Leśna
Leśna (deutsch Marklissa) ist eine Stadt im Powiat Lubański der Woiwodschaft Niederschlesien in Polen. Sie ist zugleich Sitz der Landgemeinde Leśna mit 9948 Einwohnern (Stand 31. Dezember 2020).

## Geographische Lage
Die Stadt liegt in Niederschlesien im Vorland des Isergebirges, am linken Ufer des Queis, der sich dort in einem scharfen Knick nach Norden wendet, auf 305 Metern n.p.m. Westlich der Stadt fließt das Heinersdorfer Wasser (Miłoszowski Potok). Gegen Südosten erhebt sich der Zangenberg.
Nachbarorte sind Smolnik (Schadewalde) und Szyszkowa (Oberörtmannsdorf) im Norden, Bożkowice (Eckersdorf) und Biedrzychowice im Nordosten, Stankowice (Rengersdorf), Złotniki Lubańskie und Złoty Potok (Goldbach) im Osten, Świecie (Schwerta) und Giebułtów im Südosten, Miłoszów im Süden und Grabiszyce (Gerlachsheim) im Westen. Jenseits der Grenze zu Tschechien, die südlich verläuft, liegen der Grenzübergang Srbska sowie Jindřichovice pod Smrkem.

## Geschichte

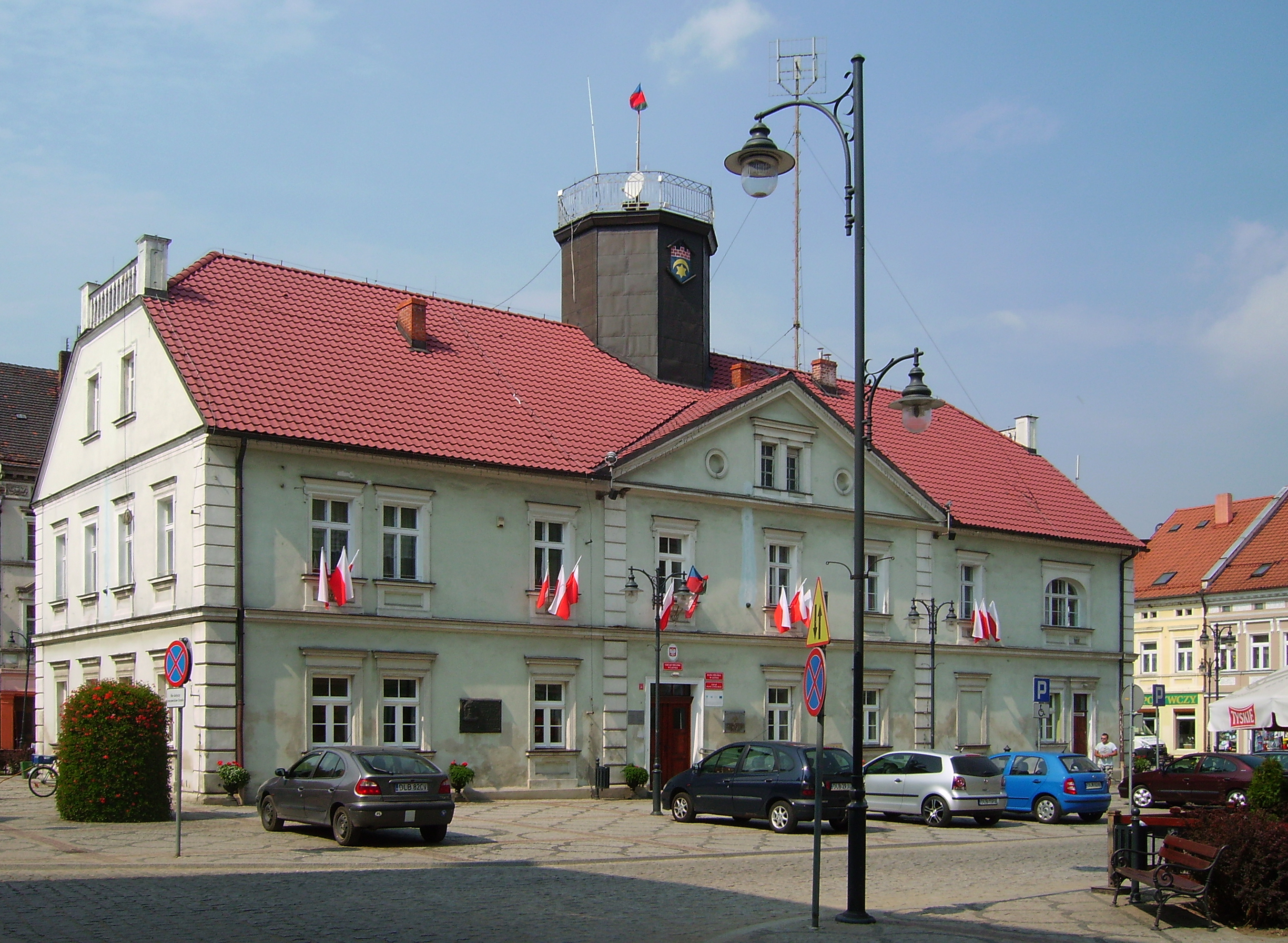
Rathaus

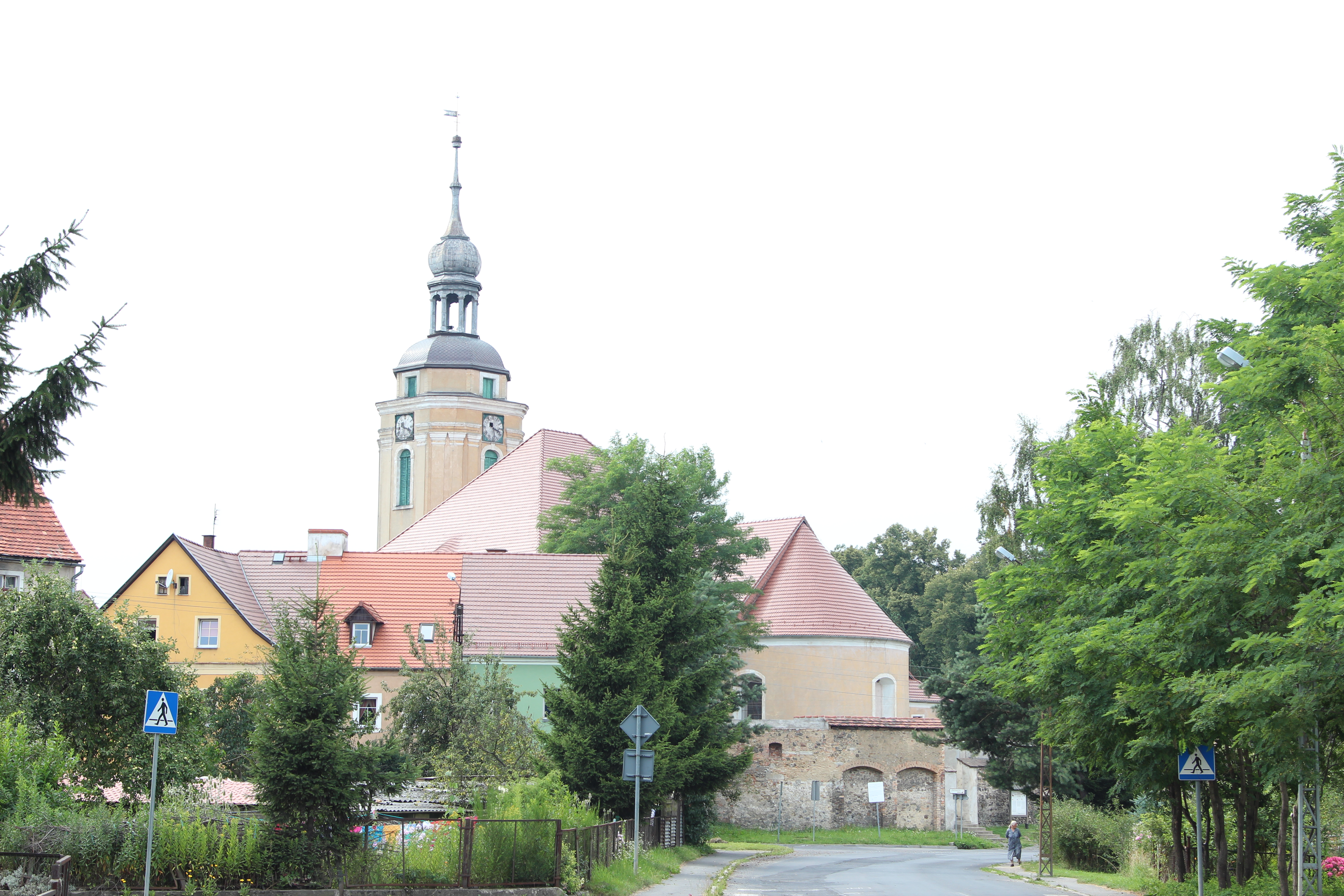
Ortsbild mit der früheren evangelischen Pfarrkirche im Hintergrund (seit 1945 von den katholischen Einwohnern genutzt)

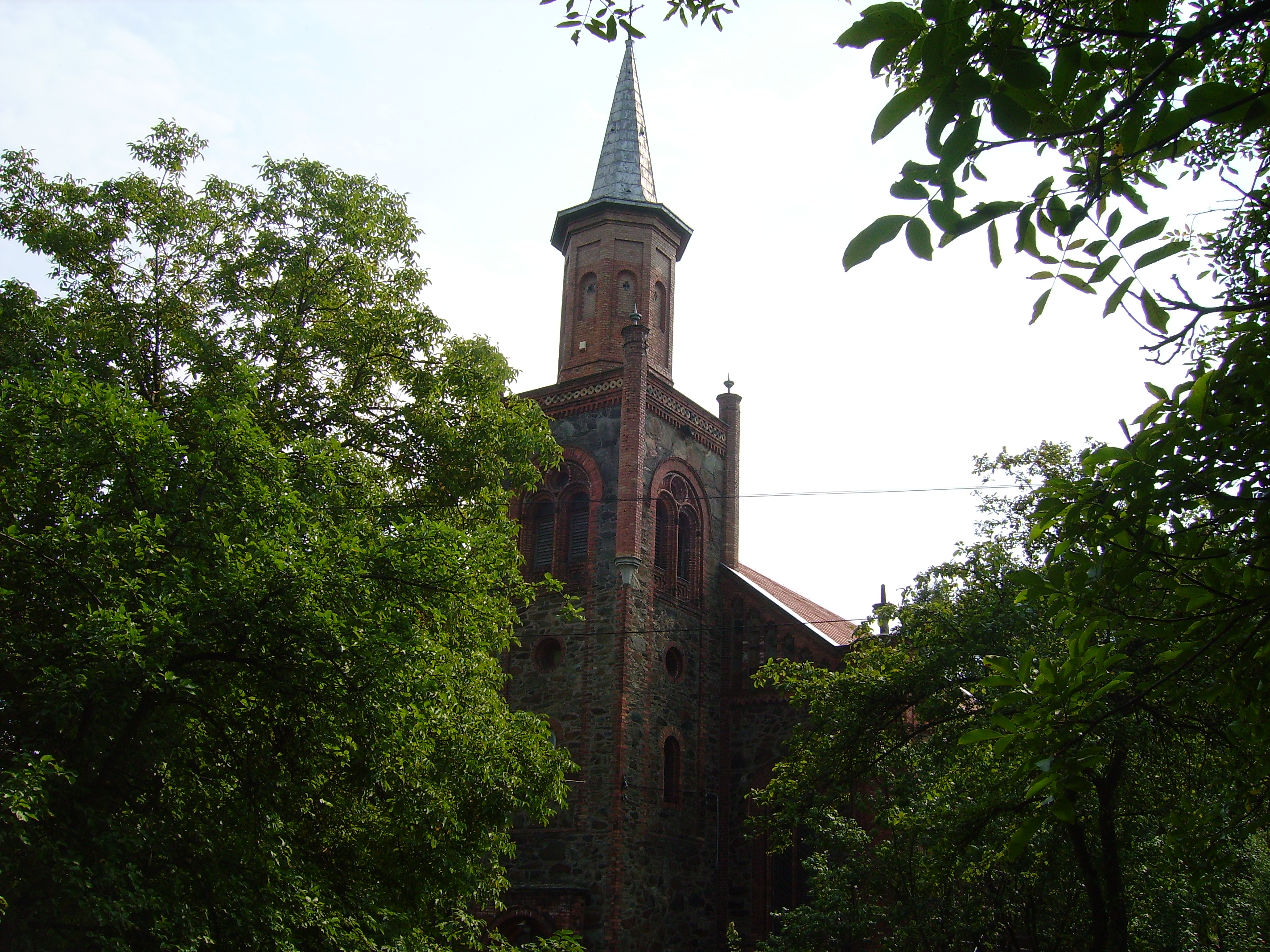
Katholische Pfarrkirche St. Johannes, erbaut in der Altstadt im 16. und 19. Jahrhundert

„Lissa“, dessen spätere Bezeichnung „Mark“lissa erst seit 1574 belegt ist, gehörte von Anfang an zum oberlausitzschen Queiskreis, in dem sie die einzige Stadtgründung war. Obwohl die umliegenden Waldhufendörfer Nieder- und Ober Örtmannsdorf, Schadewalde und Hartmannsdorf zwischen 1230 und 1260 entstanden, wurde Marklissa vermutlich erst nach der Mitte des 13. Jahrhunderts gegründet. Nach dem Untergang der Burg Lesne, die zusammen mit den Burgen Tzschocha und Świecie den Queiskreis bildete, ging die Bedeutung und das Herrschaftsgebiet der Burg Lesne nach 1329 auf die Stadt Marklissa über, die erst für dieses Jahr erstmals urkundlich erwähnt ist. Da der Queiskreis nach dem Aussterben der brandenburgischen Askanier 1319 an den Herzog Heinrich I. von Jauer gefallen war, dessen Mutter Beatrix († 1316) eine Askanierin war, ist es möglich, dass Marklissa erst unter Herzog Heinrich I. gegründet wurde. Nach dessen Tod 1346 fiel Marklissa zusammen mit dem Queiskreis als erledigtes Lehen durch Heimfall an Böhmen. Danach gehörten Stadt und Herrschaft Marklissa dem Adelsgeschlecht Uechtritz und ab 1415 bis 1784/85 dem Adelsgeschlecht Debschitz.
Die früheste Stadtanlage entstand unterhalb der Stadtpfarrkirche, die für das Jahr 1346 belegt ist. Sie wurde jedoch nach den Zerstörungen durch die Hussitenkriege 1431, einem Hochwasser 1432 und einem Brand 1434 aufgegeben. Ihr Gebiet fiel später als „Altstadt“ an Schadewalde, zu dessen Gemarkung nun auch die Stadtpfarrkirche gehörte. Die neue Stadtanlage entstand etwas weiter südlich in höherer Lage. Sie wurde mit einem rechteckigen Marktplatz angelegt und hatte einen schachbrettartigen Grundriss. Obwohl sie nicht ummauert war, wurde sie über drei Tore, das Ober-, Schwert- und Kirchtor, erreicht. Sie lag an einer älteren Straßenverbindung, die von Oberdeutschland über Zittau und Friedland nach Lauban führte. 1515 erhielt Marklissa Stadtrechte einschließlich des Privilegs für die Abhaltung von Jahrmärkten; und 1578 ist die Zunft der Leineweber belegt. Große Verdienste um die Herrschaft Marklissa, zu der bis 1633 auch das böhmische Wünschendorf gehörte, erwarb sich ab 1591 der Grundherr Georg von Debschitz.
Nach dem Prager Frieden fiel Marklissa zusammen mit dem Queiskreis und der Oberlausitz 1635 an das evangelische Kurfürstentum Sachsen. Durch die nachfolgende Zuwanderung von Glaubensflüchtlingen aus Böhmen und Schlesien kam es durch die Zunahme der Tuchmacher und Leineweber zu einem wirtschaftlichen Aufschwung. Nach dem Dreißigjährigen Krieg wurden Vorstadtsiedlungen errichtet. Im 18. Jahrhundert erfolgte mit dem Friedrich und Treue Hilfe Gottes Stollen ein wenig erfolgreicher Bergbauversuch am Zangenberg.
Nach dem Wiener Kongress 1815 fiel Marklissa zusammen mit dem Queiskreis und der Ostoberlausitz an Preußen. Es wurde nun der Provinz Schlesien zugeschlagen und 1816 dem neu gebildeten Landkreis Lauban im Regierungsbezirk Liegnitz eingegliedert. Im 19. Jahrhundert wurde die Textilherstellung auf maschinelle Produktion umgestellt. Allerdings musste die 1833 errichtete Baumwollfabrik in den 1850er Jahren ihren Betrieb wieder einstellen. Die 1855 gegründete Kammgarnspinnerei Gebr. Woller war die erste in Deutschland. Ab 1888 entwickelte sie sich als Concordia Spinnerei und Weberei AG zu einem bedeutenden Unternehmen mit mehreren Zweigbetrieben. 1896 erhielt Marklissa Eisenbahnanschluss an der Stichbahn von Lauban (später Bahnstrecke Lubań–Leśna). Zur Vorbeugung gegen Überschwemmungen durch den Queis wurde 1901–1905 die Marklissa-Talsperre mit einer 45 m hohen Staumauer erbaut und 1907 ein Elektrizitätswerk in Betrieb genommen. Anschließend kam es zu einem deutlichen Bevölkerungsanstieg. Während 1905 2400 Einwohner gezählt wurden, waren es 1939 3430. Am  Anfang des 20. Jahrhunderts hatte Marklissa eine evangelische Kirche, eine katholische Kirche, Unternehmen der Textilherstellung und -verarbeitung, ein Behindertenheim und war Sitz eines Amtsgerichts.
Im Jahr 1945 gehörte Marklissa zum Landkreis Lauban im Regierungsbezirk Liegnitz der preußischen Provinz Niederschlesien des Deutschen Reichs.
Erst am 9. Mai 1945 kamen Truppen der Roten Armee nach Marklissa. Nach Ende des Zweiten Weltkriegs wurde die Stadt im Sommer 1945 von der sowjetischen Besatzungsmacht unter polnische Verwaltung gestellt. Es begann die Zuwanderung polnischer Migranten, die zum  Teil aus an die Sowjetunion gefallenen Gebieten östlich der Curzon-Linie kamen, wo sie der polnischen Minderheit angehört hatten.   Marklissa erhielt den polnischen Ortsnamen Leśna. Die deutsche Bevölkerung wurde ab dem 24. Juni 1946 von der örtlichen polnischen Verwaltungsbehörde aus Marklissa vertrieben.  Die Bevölkerungsabnahme infolge der Vertreibung führte zum Verlust der Stadtrechte. Erst 1955 wurde Leśna zu einer stadtartigen Siedlung erhoben und 1962 wieder zur Stadt.

## Gemeinde
Zur Stadt- und Landgemeinde Leśna mit einer Fläche von 104,5 m² gehören die Stadt selbst und 14 Dörfer mit Schulzenämtern.

## Sehenswürdigkeiten
- Die erstmals 1346 erwähnte Pfarrkirche St. Johannes in der Altstadt wurde im 16. Jahrhundert neu errichtet und 1852/53 durch den Laubaner Baumeister A. Augustini im neuromanischen Stil umgebaut.
- Die ehemals evangelische Pfarrkirche der Hl. Dreifaltigkeit wurde Ende des 16. Jahrhunderts als Saalkirche errichtet und diente nach dem Dreißigjährigen Krieg als Zufluchtskirche. 1702–1719 wurde sie barockisiert. Seit 1945 ist sie ein katholisches Gotteshaus (Kościół Chrystusa Króla).
  - An der Friedhofsmauer befinden sich Grabkapellen aus dem Anfang des 19. Jahrhunderts sowie Epitaphien und Grabsteine aus dem 17. bis 20. Jahrhundert.
- Das barocke Rathaus wurde 1699 an der Stelle eines abgebrannten Vorgängerbaus errichtet und 1774 erweitert. Weitere Umbauten bzw. Renovierungen erfolgten im letzten Viertel des 19. Jahrhunderts und um 1925.
- Mehrere Bürgerhäuser am Ring, teilweise mit Laubengängen.

## Einwohnerentwicklung
| Jahr | Einwohnerzahl | Anmerkungen                                                         |
| ---- | ------------- | ------------------------------------------------------------------- |
| 1816 | 1216          | nach anderen Angaben 1254 Einwohner, darunter 120 Katholiken        |
| 1825 | 1277          | darunter 31 Katholiken                                              |
| 1840 | 1666          | davon 1605 Evangelische, 61 Katholiken                              |
| 1867 | 2124          | am 3. Dezember                                                      |
| 1871 | 2259          | am 1. Dezember, davon 2053 Evangelische, 198 Katholiken, acht Juden |
| 1890 | 2165          | darunter 342 Katholiken, neun Juden                                 |
| 1900 | 2400          | meist Evangelische                                                  |
| 1933 | 2361          | [ 8 ]                                                               |
| 1939 | 2201          | [ 8 ]                                                               |

## Verkehr
Leśna hatte vom 15. Mai 1896 bis zum 1. Oktober 1991 einen Bahnhof mit Personenverkehr an der Bahnstrecke Lubań Śląski–Leśna. Seit dem Ende des Personenverkehrs findet auf dieser Bahnstrecke nur noch Güterverkehr zum Abtransport der Produkte örtlicher Steinbrüche statt.

## Persönlichkeiten
- Rudolf Guthmann (1887–1972), Amateurfotograf
- Johannes Ullrich (1902–1965), Historiker und Archivar
- Max Broßelt (1909–1990), Politiker (SED) und Bauernfunktionär
- Karlfried Gründer (1928–2011), Philosophiehistoriker und Professor.